# Нела Михаиловић
Данијела Нела Михаиловић (Ваљево, 16. октобар 1969) српска је позоришна, телевизијска и филмска глумица.
Највећи део њеног глумачког опуса чине класичне и модерне позоришне представе. Међутим, прву значајну улогу Нела је остварила у телевизијској комедији Црни Груја, да би уследиле улоге у серијама Оно наше што некад бејаше, Рањени орао, Село гори, а баба се чешља, Непобедиво срце, Калкански кругови и другима. Међу малобројним улогама у филмским остварењима најпознатија је као мајка Стана у драми Лед. Главне улоге Михајловићева је одиграла у серијама Стижу долари и Коло среће. Како кроз ова два, тако и кроз највећи део остварења Нела је постала препознатљива захваљујући ликовима „жена из народа”.
Добитница је бројних признања еснафа, међу којима је најзначајнија Награда Жанка Стокић, која јој је уручена 2025. године.

## Биографија
Нела је рођена у Ваљеву, где је и завршила основну и средњу медицинску школу. Глуму је дипломирала 1994. на Факултету драмских уметности у Београду у класи професора Владимира Јевтовића, заједно са Наташом Нинковић, Небојшом Глоговцем, Војином Ћетковићем, Сергејом Трифуновићем. Прву улогу је остварила у Народном позоришту у Београду у Шекспировој „Укроћеној горопади“, која је изведена више од 100 пута. Kao стипендиста је играла од 1993. године, стални члан тог позоришта је постала 1994. године, а од априла 2021. године у статусу је првакиње драме. Играла је на сценама свих београдских позоришта.
Запажене улоге остварила је у филму Лед, као и у телевизијским серијама Стижу долари, Село гори а баба се чешља и Непобедиво срце.
Удата је за композитора Владимира Петричевића, брата глумице Сузане Петричевић чија је заова. Мајка је две ћерке, Марте и Петре.
За улогу Данице Чворовић у представи „Балкански шпијун” добила је више награда.

## Улоге

### Позоришне представе
| Наслов                               | Улога                         | Редитељ                | Позориште                           | Премијера          |
| ------------------------------------ | ----------------------------- | ---------------------- | ----------------------------------- | ------------------ |
| Сцене из комедија и Жорж Данден      |                               | Владимир Јевтовић      | Крушевачко позориште                | 1992/1993.         |
| Укроћена горопад                     | Катарина                      | Владимир Јевтовић      | Народно позориште у Београду        | 14. децембар 1993. |
| Катарина                             | Фоска де Лузињан              | Соја Јовановић         | Атеље 212                           | 3. јун 1994.       |
| Ожалошћена породица                  | Даница                        | Радослав Златан Дорић  | Народно позориште у Београду        | 22. новембар 1994. |
| Мандрагола                           | Лукреција                     | Владимир Јевтовић      | Народно позориште у Београду        | 17. децембар 1994. |
| Лагум                                | Зора                          | Алиса Стојановић       | Атеље 212                           | 20. јун 1995.      |
| Дон Жуан                             | Дона Елвира                   | Петар Зец              | Народно позориште у Београду        | 8. децембар 1995.  |
| Тројанке                             | Хоровођа                      | Ирина Конидари         | Народно позориште у Београду        | 3. мај 1996.       |
| Сан летње ноћи                       | Титанија                      | Никита Миливојевић     | Народно позориште у Београду        | септембар 1997.    |
| Мајстор                              | Маријан Стоун                 | Димитрије Јовановић    | Народно позориште у Београду        | 19. новембар 1997. |
| Цијанид у пет                        | Ирена                         | Божидар Ђуровић        | Народно позориште у Београду        | 3. октобар 1998.   |
| Максим Црнојевић                     | Филета                        | Никита Миливојевић     | Народно позориште у Београду        | 25. април 2000.    |
| Свиња (Американац у Београду )       | Нина                          | Велимир Митровић       | Позориште Славија                   | 27. април 2000.    |
| Прљаве руке                          | Олга                          | Радослав Миленковић    | Југословенско драмско позориште     | 26. јун 2000.      |
| Путујуће позориште Шопаловић         | Симка                         | Кокан Младеновић       | Народно позориште у Београду        | 6. март 2001.      |
| Полароиди                            | Хелен                         | Ксенија Крнајски       | Народно позориште у Београду        | 1. децембар 2001.  |
| Догодине у исто време                | Дорис                         | Божидар Ђуровић        | Позориште Славија                   | 9. мај 2002.       |
| Уображени болесник                   | Тоанета                       | Ђорђе Марјановић       | Народно позориште у Београду        | 20. март 2003.     |
| Црно млеко                           | Тета Паша                     | Ђурђа Тешић            | Народно позориште у Београду        | 6. јула 2003.      |
| Сабирни центар                       | Милица Павловић               | Божидар Ђуровић        | Народно позориште у Београду        | 29. децембар 2003. |
| Звездана прашина                     | Јелена                        | Владимир Попадић       | Крушевачко позориште                | 22. мај 2005.      |
| Представа Хамлета у селу Мрдуша Доња | Мара Миш                      | Желимир Орешковић      | Народно позориште у Београду        | 30. јануар 2007.   |
| Витамини                             | Мајка                         | Филип Гринвалд         | Народно позориште у Београду        | 2. октобар 2008.   |
| Нова Страдија                        | Филомена                      | Кокан Младеновић       | Народно позориште у Београду        | 12. март 2009.     |
| Код куће / Кабул                     | Махала                        | Жељко Ђукић            | Народно позориште у Београду        | 26. октобар 2009.  |
| Баханткиње                           | Бета                          | Стефан Валдемар Холм   | Народно позориште у Београду        | 19. фебруар 2010.  |
| Мали брачни злочини                  | Лиз                           | Филип Гринвалд         | Народно позориште у Београду        | 16. април 2011.    |
| Мизантроп                            | Арсионоја                     | Егон Савин             | Народно позориште у Београду        | 19. мај 2012.      |
| Женски оркестар                      | Г-ђа Ортанз                   | Југ Радивојевић        | Народно позориште у Београду        | 3. новембар 2012.  |
| Књига друга                          | Рајна Маретић-Долска          | Анђелка Николић        | Народно позориште у Београду        | 20. октобар 2014.  |
| Пластика                             | Катарина Бојановић, новинарка | Сузана Петричевић      | Театар Вук                          | 11. новембар 2014. |
| Родољупци                            | Госпођа Зеленићка             | Андраш Урбан           | Народно позориште у Београду        | 30. октобар 2015.  |
| Народна драма                        | Савка                         | Бојана Лазић           | Народно позориште у Београду        | 17. новембар 2016. |
| Ричард трећи                         | Краљица Елизабета             | Снежана Тришић         | Народно позориште у Београду        | 24. април 2017.    |
| Сумњиво лице                         | Анђа                          | Андраш Урбан           | Народно позориште у Београду        | 21. јун 2017.      |
| Ожалошћена породица                  | Вида                          | Јагош Марковић         | Народно позориште у Београду        | 19. јануар 2018.   |
| Балкански шпијун                     | Даница Чворовић               | Татјана Мандић Ригонат | Народно позориште у Београду        | 1. октобар 2018.   |
| Арзамас                              | Ћерка                         | Љиљана Тодоровић       | Звездара театар                     | 24. децембар 2019. |
| Спортско срце                        | Професорка                    | Милан Караџић          | Звездара театар                     | 4. децембар 2021.  |
| Деца                                 |                               | Ирена Поповић          | Народно позориште у Београду        | 8. октобар 2022.   |
| Ситнице које живот значе             | Росана                        | Андреј Носов           | Народно позориште у Београду        | 23. октобар 2022.  |
| Урнебесна трагедија                  | Јулка                         | Јагош Марковић         | Народно позориште Републике Српске* | 12. мај 2023.      |
| То кад увати не пушта                | Иконија                       | Милан Караџић          | Звездара театар                     | 8. новембар 2023.  |

### Филмографија
|                   | 1990▼ | 2000▼ | 2010▼ | 2020▼ | Укупно |
| ----------------- | ----- | ----- | ----- | ----- | ------ |
| Дугометражни филм | 1     | 6     | 6     | 5     | 18     |
| ТВ филм           | 3     | 3     | 0     | 1     | 7      |
| ТВ серија         | 1     | 9     | 15    | 14    | 39     |
| Кратки филм       | 0     | 0     | 0     | 0     | 0      |
| Укупно            | 5     | 18    | 21    | 20    | 64     |

| Год.       | Назив                                  | Улога                         |
| ---------- | -------------------------------------- | ----------------------------- |
| 1990-е▲    |                                        |                               |
| 1993.      | Намештена соба (ТВ филм)               |                               |
| 1996.      | Мали кућни графити (серија)            | Хуанита                       |
| 1998.      | Свирач (ТВ филм)                       | Петрија                       |
| 1998.      | Раскршће (сегмент: Магија)             |                               |
| 1999.      | Голубовића апотека (ТВ филм)           | Олга                          |
| 2000-е▲    |                                        |                               |
| 2002.      | Класа 2002 (ТВ филм)                   | Вампирела                     |
| 2003.      | Илка (ТВ филм)                         | Лујза                         |
| 2003.      | Мали свет                              | сељанка на трактору           |
| 2003.      | Црни Груја (серија)                    | Стамена                       |
| 2003.      | Казнени простор (серија)               | господинова жена              |
| 2004.      | Шарене каже (серија)                   |                               |
| 2004.      | Скела (ТВ филм)                        | Невеста                       |
| 2004–2006. | Стижу долари (серија)                  | Живана Љутић — Жица           |
| 2004.      | Црни Груја 2 (серија)                  | Стамена                       |
| 2004.      | Диши дубоко                            | Чистачица                     |
| 2005.      | Ствар срца                             |                               |
| 2005.      | Љубав, навика, паника (серија)         | Муштерија                     |
| 2007.      | Црни Груја и камен мудрости            | Стамена                       |
| 2007.      | Оно наше што некад бејаше (серија)     | Пелагија, Икичина мајка       |
| 2007–2017. | Село гори, а баба се чешља (серија)    | Лабуда                        |
| 2008.      | Рањени орао (серија)                   | Нада Тодоровић                |
| 2009.      | Рањени орао                            | Нада Тодоровић                |
| 2009.      | Друг Црни у НОБ-у                      | Другарица Лепосава            |
| 2010-е▲    |                                        |                               |
| 2011.      | Цват липе на Балкану (серија)          | Комшиница Ваја                |
| 2011.      | Непобедиво срце (серија)               | Јованка Новаковић             |
| 2012.      | Лед                                    | Мајка Стана                   |
| 2013.      | На путу за Монтевидео (серија)         | Жанка Стокић                  |
| 2013.      | Друг Црни у НОБ-у (серија)             | Другарица Лепосава            |
| 2014.      | Тражим помиловање или велика тајна     | Десанкина мајка               |
| 2014.      | Равна гора (серија)                    | Јелица Христић Недић          |
| 2014.      | Једнаки (сегмент: Софија)              |                               |
| 2014.      | Будва на пјену од мора (серија)        | Луција                        |
| 2016.      | Немој да звоцаш (серија)               | Загорка                       |
| 2016.      | Santa Maria della Salute               | Софија Дунђерски              |
| 2017.      | Santa Maria della Salute (серија)      | Софија Дунђерски              |
| 2017.      | Врати се Зоне                          | Тетка Таска                   |
| 2018.      | Српски јунаци средњег века (серија)    | Рецитатор                     |
| 2018.      | Јужни ветар                            | Царева жена                   |
| 2018.      | Народно позориште у 10 чинова (серија) | Вела Нигринова                |
| 2019.      | Војна академија (серија)               | Богаташица Хелена             |
| 2019.      | Државни службеник (серија)             | Лазарева мајка                |
| 2019.      | Бисер Бојане (серија)                  | Мелина                        |
| 2019.      | Група (серија)                         | Милена, Лукина и Вањина мајка |
| 2019–2020. | Црвени месец (серија)                  | Мадам                         |
| 2020-е▲    |                                        |                               |
| 2020–2021. | Тате (серија)                          | Блаженка, Дуњина мајка        |
| 2020.      | Јужни ветар (серија)                   | Царева жена                   |
| 2020.      | Преживети Београд (серија)             | Живана                        |
| 2020.      | Случај породице Бошковић (серија)      | Рада                          |
| 2020–2021. | Камионџије д. о. о. (серија)           | Силванина мајка               |
| 2021.      | Радио Милева (серија)                  | Ирена, Јецина сестра          |
| 2021–2024. | Калкански кругови (серија)             | Даница Максимовић             |
| 2021.      | Александар од Југославије (серија)     | Ђурђина Пашић                 |
| 2021.      | Александар од Југославије              | Ђурђина Пашић                 |
| 2021.      | Једини излаз (серија)                  | Ружица Штрбац                 |
| 2021.      | Мора Бора (ТВ филм)                    | Вера                          |
| 2021.      | Небеса                                 | Борка                         |
| 2021.      | Нечиста крв - грех предака             | Ката                          |
| 2021.      | Нечиста крв (серија)                   | Ката                          |
| 2021.      | Феликс (серија)                        | Момирова мајка                |
| 2021–2022. | Коло среће (серија)                    | Мара Ракетић                  |
| 2022.      | Азбука нашег живота (серија)           | Данијела                      |
| 2023.      | Хероји Халијарда                       | Душанка Јовић                 |
| 2023.      | Ваздушни мост (серија)                 | Душанка Јовић                 |
| 2024.      | Недеља                                 | Даница                        |

### Синхронизација
| Година | Назив             | Улога |
| ------ | ----------------- | ----- |
| 2016.  | У потрази за Дори |       |

## Награде и признања
| Година | Остварење | Награда |
| --- | --- | --- |
| 2006. | Стижу долари | Награда Она и он, за глумачки пар године (са Миленком Заблаћанским за улоге Живане и Неше Љутића) на 41. Филмским сусретима у Нишу                                               |
| 2012. | | Јавна похвала за резултате у раду од изузетног и посебног значаја за успешну активност Народног позоришта у Београду, за сезону 2011/2012. (ансамбл представе „Женски оркестар“) |
| 2013. | Лед | |
| 2013. | Лед | Награда Царица Теодора за најбољу женску улогу на 48. Филмским сусретима у Нишу                                                                                                  |
| 2013. | Лед | Награда публике за глумицу вечери (48. Филмски сусрети) |
| 2013. | Лед | Награда за најпопуларнију глумицу (48. Филмски сусрети) |
| 2013. | Лед | Награда за најбољу главну женску улогу на Међународном филмском фестивалу “Cine@art” у Коринту                                                                                   |
| 2014. | | |
| Јавна похвала за резултате у раду од изузетног и посебног значаја за успешну активност Народног позоришта у Београду за сезону 2013/2014. | | |
| „Златна значка” Културно-просветне заједнице Србије за дугогодишњи допринос развијању културних делатности                                | | |
| 2015. | Књига друга | Награда за глумца вечери, према одлуци стручног жирија 20. Глумачких свечаности „Миливоје Живановић”, за улогу Рајне Малетић Долске                                              |
| 2015. | Јавна похвала за резултате у раду од изузетног и посебног значаја за успешну активност Народног позоришта у Београду за сезону 2014/2015. | |
| 2015. | Мали брачни злочини | Награда за најбољу глумицу на 20. Међународном фестивалу малих сцена и монодраме у Источном Сарајеву, за улогу Лиз                                                               |
| 2016. | Родољупци | Награда за глумца вечери, према одлуци жирија публике 21. Глумачких свечаности „Миливоје Живановић“ за улогу Госпође Зеленићке                                                   |
| 2017. | | Јавна похвала за резултате у раду од изузетног и посебног значаја за успешну активност Народног позоришта у Београду за сезону 2016/2017.                                        |
| 2018. | Ожалошћена породица | Награда за глумицу вечери на 35. Нушићевим данима у Смедереву |
| 2018. | Балкански шпијун | Зоранов брк, на 27. Данима Зорана Радмиловића у Зајечару, за улогу Данице Чворовић                                                                                               |
| 2018. | Балкански шпијун | Награда Раша Плаовић за најбоље глумачко остварење на свим београдским позоришним сценама у сезони 2017/2018, за улогу Данице Чворовић                                           |
| 2018. | Балкански шпијун | Награда Народног позоришта за најбоља индивидуална премијерна уметничка остварења у оквиру репертоара за сезону 2017/2018.                                                       |
| 2019. | Балкански шпијун | Статуета Ћуран на Данима комедије у Јагодини, за улогу Данице Чворовић |
| 2019. | Балкански шпијун | Награда за креативна глумачка остварења у тандему са Љубомиром Бандовићем за улоге Данице и Илије Чворовића на четвртом Фестивалу „Позоришно пролеће” у Шапцу                    |
| 2019. | Балкански шпијун | Награда „Вељко Маричић“ за најбољу женску улогу на 26. Међународном фестивалу малих сцена у Ријеци                                                                               |
| 2019. | Награда Народног позоришта за изузетно значајан укупан уметнички и радни допринос                                                         | |
| 2020. | Балкански шпијун | Награда Љубинка Бобић за најбоље глумачко остварење Народног позоришта у Београду, за период од 2017. до 2019. године                                                            |
| 2020. | Јавна похвала за резултате у раду од изузетног и посебног значаја за успешну активност Народног позоришта у Београду за сезону 2019/2020. | |
| 2021. | Балкански шпијун | Награда за најбољу глумицу на 23. Театар фесту „Петар Кочић“, за улогу Данице Чворовић                                                                                           |
| 2022. | Ситнице које живот значе | Награда за најбољу глумицу на фестивалу „Нови Тврђава театар” |
| 2023. | Урнебесна трагедија | Награда Народног позоришта у Београду за најбоље индивидуално премијерно уметничко остварење у оквиру репертоара у периоду између два Дана Народног позоришта                    |
| 2024. | Урнебесна трагедија | Награда за глумицу вечењи на 28. Глумачким свечаностима „Миливоје Живановић”, према оцени жирија                                                                                 |
| 2025. | | Награда „Жанка Стокић” |

## Додатни извори
- Голубовић-Требјешанин, Борка (18. 7. 2017). „Нушићева емотивна рашомонијада”. Политика. Приступљено 23. 12. 2017.
- Стругар, В. (1. 7. 2018). „Нела Михаиловић: Када се распала породица, распало се све”. Вечерње новости. Приступљено 1. 7. 2018.
- Милић, Маја (2. 5. 2020). „Нела Михаиловић: Увек ме изнова изненади колико се неке представе преливају у живот”. Радио-телевизија Србије. Приступљено 19. 5. 2023.